# جيني روباك
جيني روباك أو جينيفيف حايك «جيني» روباك (بالإنجليزية: Genevieve Hayek "Jennie" Robak)‏ (ولدت في 4 مايو 1932 - توفيت في 3 يناير 2014)، هي سيدة سياسية ديمقراطية من سيدات الولايات المتحدة الأمريكية..روباك التي ولدت في نبراسكا، أنهت المدرسة الثانوية. كانت روباك خلال السنوات بين 1989 و2003 تعمل بالنيابة عن الحزب الديمقراطي واختيرت عضوة لمجلس شويخ الدولة.
قتلت في حادث سيارة في لينكولن، نبراسكا في 3 يناير 2014.